# 秋田市立御所野学院中学校・高等学校
秋田市立御所野学院中学校・高等学校（あきたしりつ ごしょのがくいんちゅうがっこう・こうとうがっこう）は、秋田県秋田市御所野地蔵田四丁目にある公立中高一貫校。

## 概要
2002年4月から2017年3月まで、高校課程からの生徒募集を行わない、いわゆる「完全中高一貫校」であり、実態は中等教育学校のそれに近い。ただし中学校卒業時に外部の高校へ進学することは可能である。秋田市立御所野小学校の卒業生は無条件で入学できるが、中高一貫校への進学を希望しない同小学校の児童は、秋田市立御野場中学校へ進むこととなっていた。
2017年4月より、「併設型中高一貫校」から「連携型中高一貫校」に移行され、中学校については、御所野小学校学区の通学校に移行され（御所野小学校学区外からの入学も、一定程度までは、従来通りの受け入れが可能）、2020年4月入学者より、高校入試での外部の中学校からの進学受け入れを再開した。

### 基礎情報
- 校章は、中学校と高校を意味する三角形を組み合わせたもの。学年を表す6つのパーツは「個性」「愛郷心」「向学心」「連帯」「力強さ」「夢の創造」を象徴している。
- スクールカラーは、御所野の自然を表すという意味から、ロイヤルグリーンである。
- 校歌の作詞者は島田雅彦、作曲者は三枝成彰。

### 高校の設置学科
- 普通科

## 沿革
- 1997年（平成9年）4月 - 中高一貫校教育研究委員会発足
- 1998年（平成10年）4月 - 中高一貫校設立準備室開設
- 1999年（平成11年）4月 - 秋田市立御所野学院中学校開校
- 2000年（平成12年）4月 - 秋田市立御所野学院高等学校開校
- 2002年（平成14年）4月 - 同年の入学生より中学校からの内部進学のみとなり、高校募集を停止。
- 2017年（平成29年）4月 - 連携型中高一貫校に移行。原則として、御所野小学校学区の生徒が通学する学校に移行。
- 2020年（令和2年）4月 - 連携型中高一貫校体制移行後の中学生が進学する同年の高校入学生より、外部からの進学の受け入れを再開。

## 教育理念

### 基本理念
- 伸びゆく秋田と共に学ぶ学校
  - 世界を見据え、郷土秋田を学びの糧とする。
  - 一人一人の生徒のよさや得意を伸ばし個性を開花する。
  - ゆとりの中でゆっくり学び、考える力と魅力あふれる人間の育成を目指す。
  - 無償の精神に基づく体験活動を誇りとし、新しい校風を創造する。
  - コミュニケーション能力を育成し、国際交流を目指す。

- 建学の精神
  - 国際的視野に立つ、新しい時代の郷土秋田を切り拓く人材の育成

- 教育目標
  - 個性の伸長と愛郷心の高揚

### 目指す生徒像
- 国際感覚を身につけ、主体的に学ぶ生徒
- 秋田の発展に夢を馳せ、郷土の歴史と文化を学ぶ生徒
- 志を高く持ち、何事にも挑戦しようとする生徒

## 学校経営の重点

### スローガン
「親身の指導」と「あいさつの励行」
生徒第一の姿勢を崩さず、熱意あふれる教育を実践することから生まれる生徒と、教師の信頼関係の醸成
学校・家庭・地域の三位一体からなる相乗効果
at homeな学校（comfortable school）づくり

### 重点項目
- 基礎学力の定着・学力の向上
- 生徒指導の推進
- 研修の充実
- 広報活動の拡充
- 中学校と高等学校の職員間のさらなる連携
- 報告・連絡・相談の徹底

## 教育の特色

### 表現科
国際化に対応したコミュニケーション能力の育成を狙いとし、感性を磨き、友達や周囲の人々との豊かな関係を結ぶ能力・態度を身に付ける学習。言語（1講座のみ）・身体・芸術の3分野12講座から1つを選択し、中学1年生から高校2年生までの中高生が一緒に、専門家の社会人講師を招いて学習が行われる。

### 郷土学
総合的な学習の時間を「郷土学」という名称で実施している。御所野・秋田について学ぶことを基本に、生徒自身が課題を設定し、その解決方法を探し出す学習である。中学1年生を「入門」、中学2・3年生を「探求I」、高校1・2年生を「探求II」高校3年生を「総括」と位置付けている。
- 入門 - 様々な体験を通して「学び方」を知る。
- 探求I - 生徒一人一人が設定した課題を元に、体験的な活動を通した調査・研究を行う。中学3年生では、研究の成果を「調査報告書」にまとめる。
- 探求II - 中学校での学習を活かし、「国際社会と秋田」「高齢化社会と福祉」「環境と人間」「伝統文化と未来都市」「心と健康」の5つのコースから1つを選択する。そして、社会人講師からの専門的な指導を受けながら研究をする。
- 総括 - 学習の集大成として研究論文にまとめる。

### 教科教室制
各教科ごとに専用の教室を用意し、時間割に従って学習をするシステム。どの教室にも、それぞれの教科に関連する図書や資料、教育機器を用意し、生徒が主体的に調べ、まとめ、発表するという問題解決型の授業を目指す。

## 部活動
運動部
- 陸上競技部
- 野球部
- サッカー部
- バスケットボール部（男・女）
- ソフトテニス部（男・女）
- 新体操部
- 水泳部
- ゴルフ部
- 器械体操部
- 剣道部

文化部
- 美術部
- 吹奏楽部

## 年間行事
- 入学式（4月） - 元々は中高合同であったが、現在は中学校、高校別々に行われる。
- 定期演奏会(4月)-吹奏楽部による定期演奏会がミルハスで行われる。毎年素晴らしい演奏を披露してくれる。
- 体育祭（5月） - 中学校1年生から高校3年生までの生徒が4組（赤・青・白・黄）に分かれ、様々な競技をする。
- 夏祭りへの参画(8月)‐ 郷土学への取組として主に3年生が御所野夏祭りの手伝いをする。
- 合唱コンクール(9月)-中学生がクラス毎に合唱の上手さを競い合う。1番良かったクラスにはグランプリが与えられる。
- 中高合同進路学習会（9月） - 様々な分野で活躍する社会人を招き、働くことや仕事につくまでの努力を学ぶ。数年おきに開催される。
- 学院祭 - 中学校は9月主催、高校は7月主催。
- 表現科発表会（11月） - 表現科で学んだことを保護者や地域の人々に見せる発表会が、中高合同で行われる。
- 研究旅行(12月)-例年は中学2年生が東京方面へと赴く。
- 終業式・卒業式（3月） - 終業式も卒業式も中高別々。例年、高校は3月1日に行われ、中学は3月10日前後に行われる。来賓として秋田市長が訪れる。
- GOSHONO PROJECT-時期は決まっていないが、年に３回ほどAIUの生徒が中高を訪れ、授業をしてくれる。

## その他
生徒は朝登校すると、荷物をホームベース（ロッカー）にしまい、自分の学級で朝の会を行う。その後、時間割に従って各教室に移動する。
性の多様化により、現在は様々なスタイルの制服が取り入れられている。